# Municipio de Magdalena (Veracruz)
El municipio de Magdalena es uno de los municipios que conforman el estado de Veracruz y se ubica en la región montañosa en las coordenadas 18° 45” latitud norte y 97° 03” longitud oeste, a una altitud de  1500 m s. n. m. Su cabecera es la localidad de Magdalena.

## Toponimia
Magdalena es una voz náhuatl que significa. ”Lugar lleno de pilares”. En 1831 se le denominó Santa María Magdalena Tlamimilola que significa “Lugar de altozano y cuesta pequeña”. En 1936 se le designó únicamente Magdalena.

## Límites
- Al norte con Ixtaczoquitlán y Tlilapan
- Al Sur: Tequila
- Este: Ixtaczoquitlán
- Oeste: San Andrés Tenejapan y Tequila